# Delphinium kingianum
Delphinium kingianum är en ranunkelväxtart som beskrevs av Brühl och Ernst Huth. Delphinium kingianum ingår i släktet storriddarsporrar, och familjen ranunkelväxter.

## Underarter
Arten delas in i följande underarter:
- D. k. acuminatissimum
- D. k. eglandulosum
- D. k. leiocarpum